# Heidi Hautala
Heidi Hautala (14 de noviembre de 1955 en Oulu, Finlandia) es una dirigente política ecologista finlandesa conocida por su eficiencia, versatilidad y experiencia en políticas verdes y sustentables. Enfocándose en Derechos humanos, transparencia, justicia global y legislación ambiental responsable.
Fue presidenta de la Liga Verde (en finés: Vihreä liitto) de 1987 a 1991, y candidata presidencial en 2000 y 2006.
Tras la incorporación de Finlandia a la Unión Europea en 1995, fue elegida para el Parlamento Europeo en 1996. Posteriormente regresa al parlamento nacional en las elecciones de 2003, volviendo a ser elegida eurodiputada en 2009. Desde junio de 2011 presidió en la Subcomisión de Derechos Humanos y posteriormente como ministra de Desarrollo Internacional de Finlandia en el gabinete de Jyrki Katainen.
En octubre del 2013, Hautala dimitió de su cargo declarando públicamente dejar su posición como ministro tras admitir haber sido inexacta e incorrecta en cuanto a la información develada en cuanto al caso "Arctia Shipping".

## Trayectoria profesional
Antes de sus importantes cargos políticos, Heidi se destacó por su activismo en diversas áreas como lo fue y sigue siendo la protección del Medio Ambiente y la permacultura. Creando espacios de diálogo y alternativas de desarrollo competitivo y sustentable; desde el "Legendario Kasvis" de Helsinki (famoso restaurante vegetariano) hasta la incidencia en políticas públicas como la IRIE, "Initiative and referendum institute Europe" o la política de desarrollo como presidente de KEPA (Centro de Servicio Finlandés para la Cooperación al Desarrollo).
También se induce en el periodismo participando en la fundación de la revista "Uuden Ajan Aura" (New Age Aura) (1975) y más tarde en "Suomi" (1982), las cuales se convirtieron en importantes revistas finlandesas de opinión y formación cultural de su tiempo.

## Trayectoria política
Fue líder del Partido Verde finlandés 1987-1991. Posteriormente es nombrada miembro del Parlamento Nacional de 1991 a 1995.
Tras la unión de Finlandia a la Unión Europea (UE) en 1995, Hautala es elegida diputada del Parlamento Europeo.
En 1998 la Comisión del Parlamento Europeo sobre los Derechos de las Mujeres y la Igualdad de oportunidades la eligió como su presidenta. Al igual que el Consejo para la igualdad de género de Finlandia (TANE).
Demostrando su capacidad en diversos puestos de responsabilidad política, fue elegida candidata presidencial en el 2000 y 2006. Y miembro del Parlamento Nacional en 2003. En la primera ronda de las elecciones de 2006, terminó en cuarta posición de los ocho candidatos con 3,5 % (siendo la cuarta fuerza más votada con 105,248 de votos) según registros electorales.
En 2009, fue reelegida nuevamente como representante en el Parlamento Europeo.
Signataria de la Declaración del 2010 sobre los Crímenes del Comunismo y actual crítica de la política establecida por Vladímir Putin, fue miembro de la Conciliación del Grupo de Historia Europea, Presidenta de la Fundación Verde Europea.
En octubre del 2013, Hautala dimitió de su cargo declarando públicamente dejar su posición como ministro tras admitir haber sido inexacta e incorrecta en cuanto a la información develada en sus informes y acciones en el manejo político de la empresa "Arctia Shipping"; mientras ésta procedía a iniciar investigaciones policiales en contra de la organización Greenpeace. Tras la irrupción en el Ártico de un buque conformado por activistas de Greenpeace en contra de la exploración de gas y petróleo.
Regresó al Parlamento Europeo en 2014.
Actualmente forma parte del consejo asesor de la "Caucasian Chamber Orchestra association and its German "Förderverein".

## Educación
Con estudios y experiencia en política y gestión de desarrollo, Hautala a su vez también cuenta con maestría en Agricultura y Silvicultura.

## Libros publicados
- Hautala, Heidi (2008). "Venäjä-teesit - Vakaus vai vapaus?". Fi: Tammi. ISBN 978-951-31-4245-2.